# Alejandro Otero
Pour les articles homonymes, voir Otero.

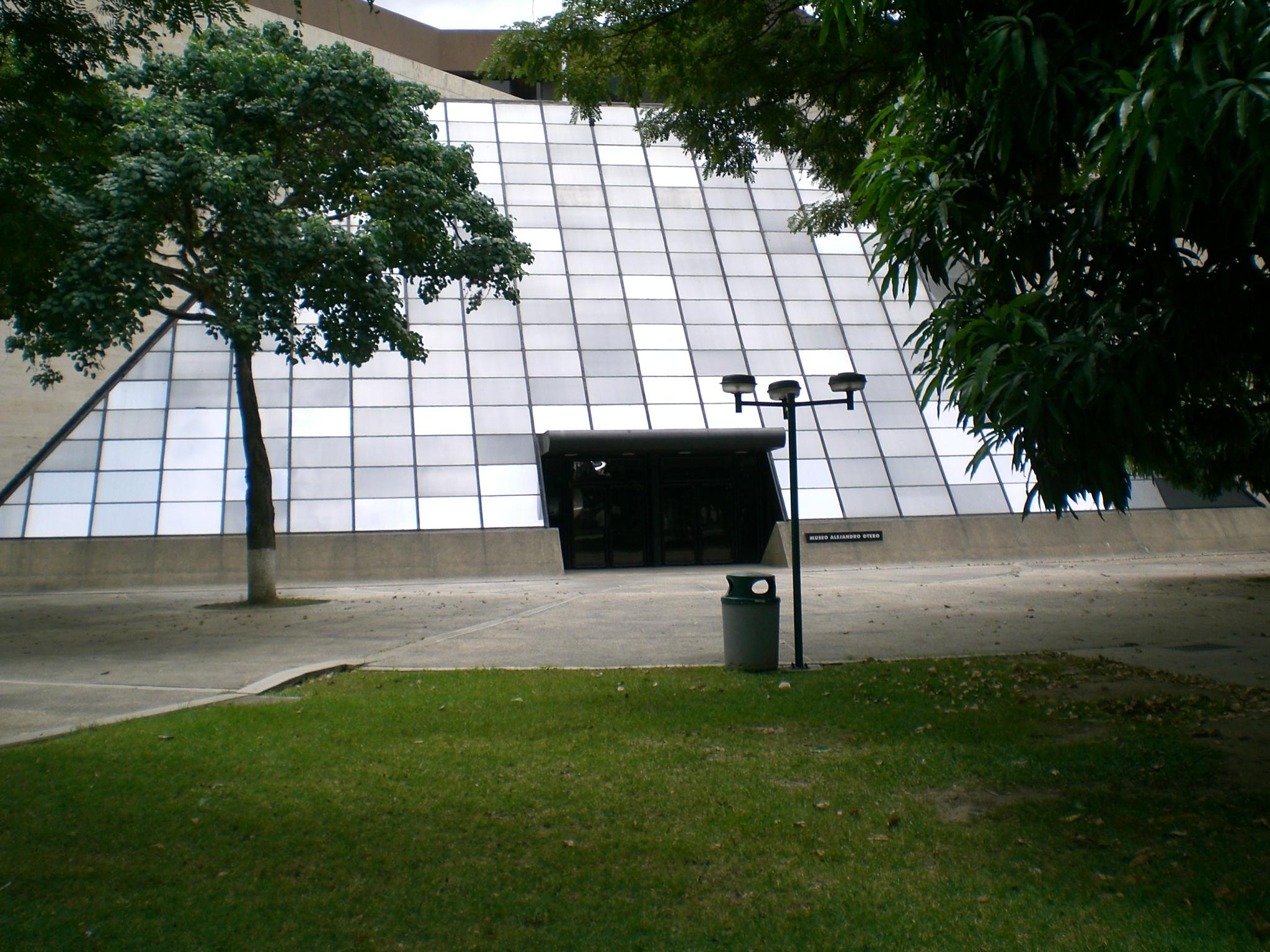
Musée Otero de Caracas.

Alejandro Otero, né à El Manteco (État de Bolívar, Venezuela) le 7 mars 1921 et mort à Caracas le 13 août 1990 est un peintre et sculpteur vénézuélien. Ses œuvres s'inscrivent dans l'art cinétique et dans l'Op Art.

## Biographie
Il fit ses études à l'École d'arts plastiques et d'arts appliqués de Caracas (Escuela de Artes Plásticas y Artes Aplicadas de Caracas) entre 1939 et 1945. Otero s'installa ensuite à Paris où il vécut entre 1945 et 1949. Il fit partie du groupe connu comme « Los Disidentes » (les Dissidents). Il revint ensuite au Venezuela avant de retourner à Paris au début des années 1960.
Otero travailla les formes basiques, abandonnant la forme réelle des objets pour n'en faire ressortir que leur essence plastique. Ce style se retrouve en 1946 dans ses Cacerolas (casserolles), en 1946 et 1947 dans ses Cafeteras (cafetières) et en 1947 dans ses Calaveras (crânes) et ses Potes (pots).  En 1948, il peignit huit cafetières roses, des chandeliers, des bouteilles et des lampes. Il initia en 1951 un nouveau style non figuratif : des lignes de couleur sur fond clair. Il réalisa en 1953 cinq panneaux muraux de mosaïque et aluminium pour l'amphithéâtre José Ángel Lamas de Caracas de 1953. Sur deux d'entre eux se reconnaissent les principes des Coloritmos, qu'il réalisera plus tard. En 1954, il réalisa un autre panneau mural d'aluminium et mosaïque pour la banque de Caracas Banco Mercantil y Agrícola puis, la même année, Mástil Reflejante (Mât reflétant), une tour ondulée d'aluminium et de béton, pour la station de service Las Mercedes de Caracas. Il créa entre 1954 et 1957 plusieurs peintures murales et un vitrail pour  l'Université centrale du Venezuela. Il créa encore le plafond d'un théâtre, des vitraux et plusieurs panneaux décoratifs pour des édifices vénézuéliens.
En parallèle, il travailla entre 1955 et 1960 sur ses Coloritmos, tableaux verticaux composés de lignes noires entre lesquelles se trouvent d'autres dessins de couleurs vives. En 1956, le Museum of Modern Art de New York acheta le Coloritmo n°1.
Intéressé de plus au théâtre, Otero réalisa la scénographie de El Dios Invisible d'Arturo Uslar Pietri, présenté au Teatro Nacional en 1957, puis celle de Caligula d'Albert Camus, présenté au Teatro Municipal en 1958 et celle de Fuenteovejuna de Lope de Vega à l'Ateneo de Caracas en 1966.
Otero rentra à Caracas en 1964. À partir de là, l'intérêt que portait Otero à la science et à la technologie détermina une grande partie de son œuvre. Avec l'aide d'une équipe de spécialistes, il conçut le projet de la Zona Feérica de El Conde, un grand spectacle en hommage à Caracas pour les 400 ans de sa fondation, coordonné par Inocente Palacios. Dans ce projet, les structures imaginées par les artistes participants étaient le centre des activités de cette sorte de parc d'attraction artistique. Dans ce contexte, Otero créa les sculptures Rotor, Vertical vibrante, Estructura sonovibrátil, Noria hidroneumática, Torre acuática et Integral vibrante, inaugurées en 1968, lorsque Vertical Vibrante fut installé à Maracay.
En 1973, Otero commença à travailler sur la série de tableaux Tablones, variante des lignes de couleur sur fond clair de 1951.

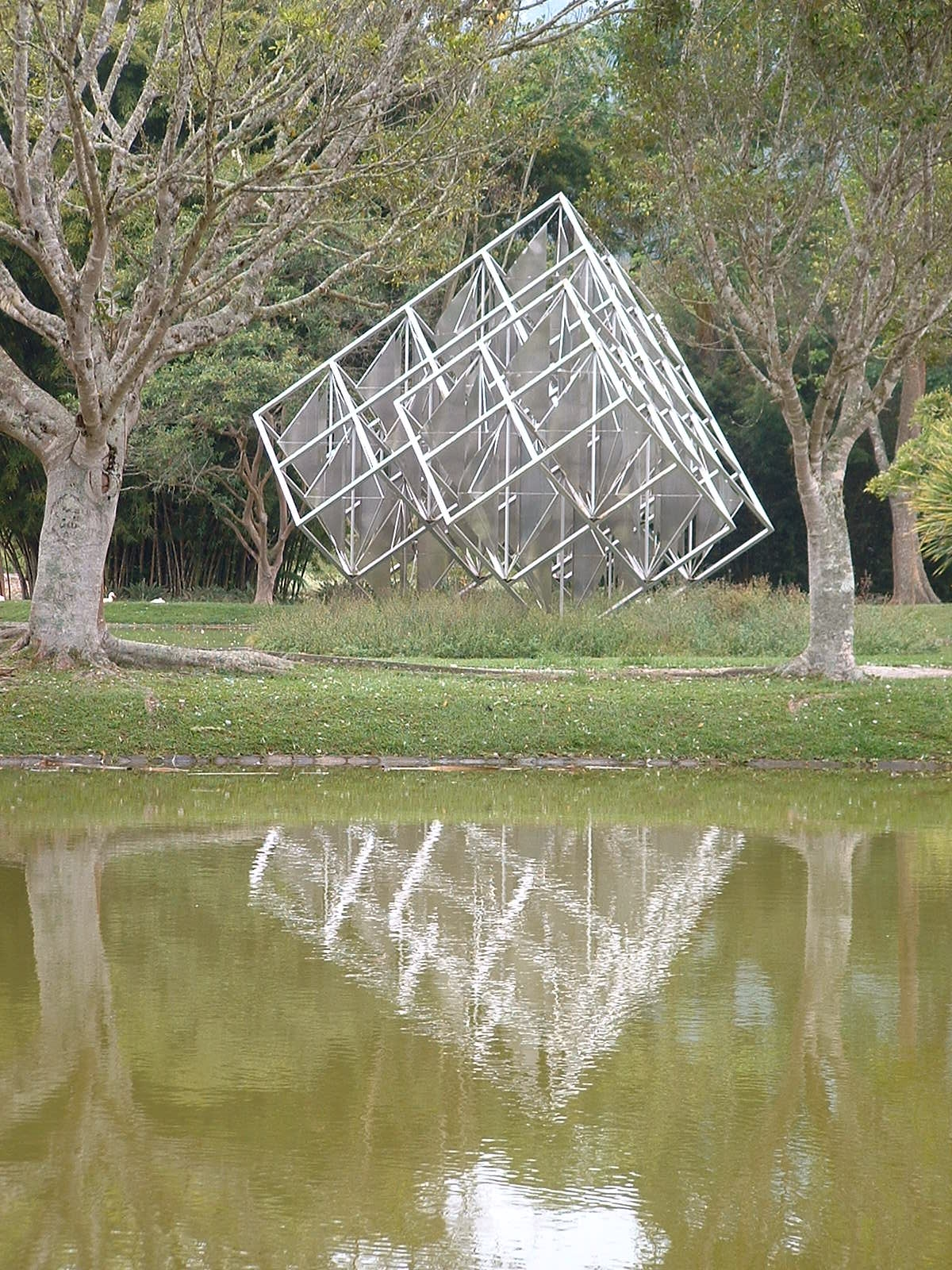
Espejo Solar, d'Otero à l'Université Simón Bolívar.

Après sa mort, par décret présidentiel, la Fundación Museo de Arte La Rinconada vit son nom changé en Fundación Museo de Artes Visuales Alejandro Otero. En outre, le gouvernement de l'État de Bolívar créa le Prix des arts plastiques Alejandro Otero.

## Prix
- 1941 : Premier prix et mention honorifique, concours d'affiches, IIe Exposition du livre vénézuélien, Caracas.
- 1942 : Prix du mérite spécial pour élèves de l'École d'arts plastiques, IIIe Salon officiel annuel d'art vénézuélien, Musée des beaux-arts de Caracas.
- 1945 : Prix Andrés Pérez Mujica et Prix Emilio Boggio, IIIe Salon Arturo Michelena, Ateneo de Valencia (Carabobo).
- 1957 : Prix CAVA, IVe Salon d'Empaire, Maracaibo.
- 1957 : Prix John Boulton, XVIIIe Salon officiel annuel d'art vénézuélien, Musée des beaux-arts de Caracass.
- 1958 : Prix national de peinture, XIXe Salon officiel annuel d'art vénézuélien, Musée des beaux-arts de Caracas.
- 1959 : Mention honorifique, Ve Biennale de São Paulo.
- 1960 : Premier prix, IIe Salon interaméricain de peinture, Barranquilla (Colombie).
- 1964 : Prix national des arts appliqués (partagé avec Mercedes Pardo), XXVe Salon officiel annuel d'art vénézuélien, Musée des beaux-arts de Caracas.
- 1966 : Prix d'émaillerie (partagé avec Mercedes Pardo), Foire internationale d'artisanat artistique, Stuttgart (Allemagne).
- 1991 : Mention honorifique post-mortem, XXIe Biennale de São Paulo.